# Ismir Pintol
Ismir Pintol (ur. 14 października 1973 w Sarajewie) – piłkarz bośniacki grający na pozycji bramkarza. Reprezentant Bośni i Hercegowiny.

## Kariera klubowa
Swoją karierę piłkarską Pintol rozpoczął w klubie FK Sarajevo. Grał w nim w latach 1994–1996 (2. miejsce na koniec rozgrywek w sezonie 1994/1995). Następnie przeniósł się do Słowenii, gdzie grał w HIT Nova Gorica, z którą zdobył trzecie miejsce w lidze. Z kolejnym słoweńskim zespołem (NK Domžale) nie powtórzył tego sukcesu; wraz z drużyną zajął dziewiąte miejsce. W sezonie 2000/2001 powrócił do kraju, gdzie grał dla Iskry Bugojno; wystąpił aż w 36 meczach (z 42) i zajął z drużyną 9. miejsce. Kolejne dwa sezony spędził w FK Sarajevo, z którym zajmował czwarte oraz trzecie miejsce w lidze. Po grze w tych klubach ponownie przeniósł się do Słowenii, tym razem do drugoligowego NK Zagorje (sezon 2003/2004). Udało mu się z tym zespołem awansować do pierwszej ligi, jednak w kolejnym sezonie klub ten zajął ostatnie 12. miejsce i wraz z kolegami został zdegradowany do drugiej ligi. Po tym sezonie grał już w słabszych klubach, w latach 2005–2006 w trzecioligowych drużynach z Grecji, a w 2006 roku w trzecioligowym słoweńskim Bonifika Koper.

## Kariera reprezentacyjna
W reprezentacji Bośni i Hercegowiny Pintol rozegrał tylko jeden mecz. Był to zarazem pierwszy oficjalny mecz tego kraju, a odbył się on 30 listopada 1995 roku w Tiranie, gdzie Bośniacy zagrali z reprezentantami Albanii. Albańczycy wygrali to spotkanie 2:0; Pintol wyszedł w podstawowym składzie i grał do końca meczu.

## Osiągnięcia
- Puchar Bośni i Hercegowiny w piłce nożnej (2001/2002)
- Premijer liga – 2. miejsce (1994/1995), 3. miejsce (2002/2003)
- Prva slovenska nogometna liga – 3. miejsce (1997/1998)